# Bistum Arecibo
Das Bistum Arecibo (lat.: Dioecesis Arecibensis) ist eine in Puerto Rico gelegene römisch-katholische Diözese mit Sitz in Arecibo. Es umfasst den nördlich-zentralen Teil der Insel.

## Geschichte
Papst Johannes XXIII. gründete am 30. April 1960 das Bistum mit der Apostolischen Konstitution Cum apostolicus aus Gebietsabtretungen des Bistums Ponce und des Erzbistums San Juan de Puerto Rico, dem es auch als Suffraganbistum unterstellt wurde.
Am 1. März 1976 verlor es einen Teil des Territoriums an das Bistum Mayagüez.

## Bischöfe von Arecibo
- Alfredo Méndez-Gonzalez CSC (23. Juli 1960 – 21. Januar 1974)
- Miguel Rodriguez Rodriguez CSsR (21. Januar 1974 – 20. März 1990)
- Iñaki Mallona Txertudi CP (14. Dezember 1991 – 24. September 2010)
- Daniel Fernández Torres (24. September 2010 – 9. März 2022)
- Alberto Figueroa Morales (seit 14. September 2022)

## Weblinks

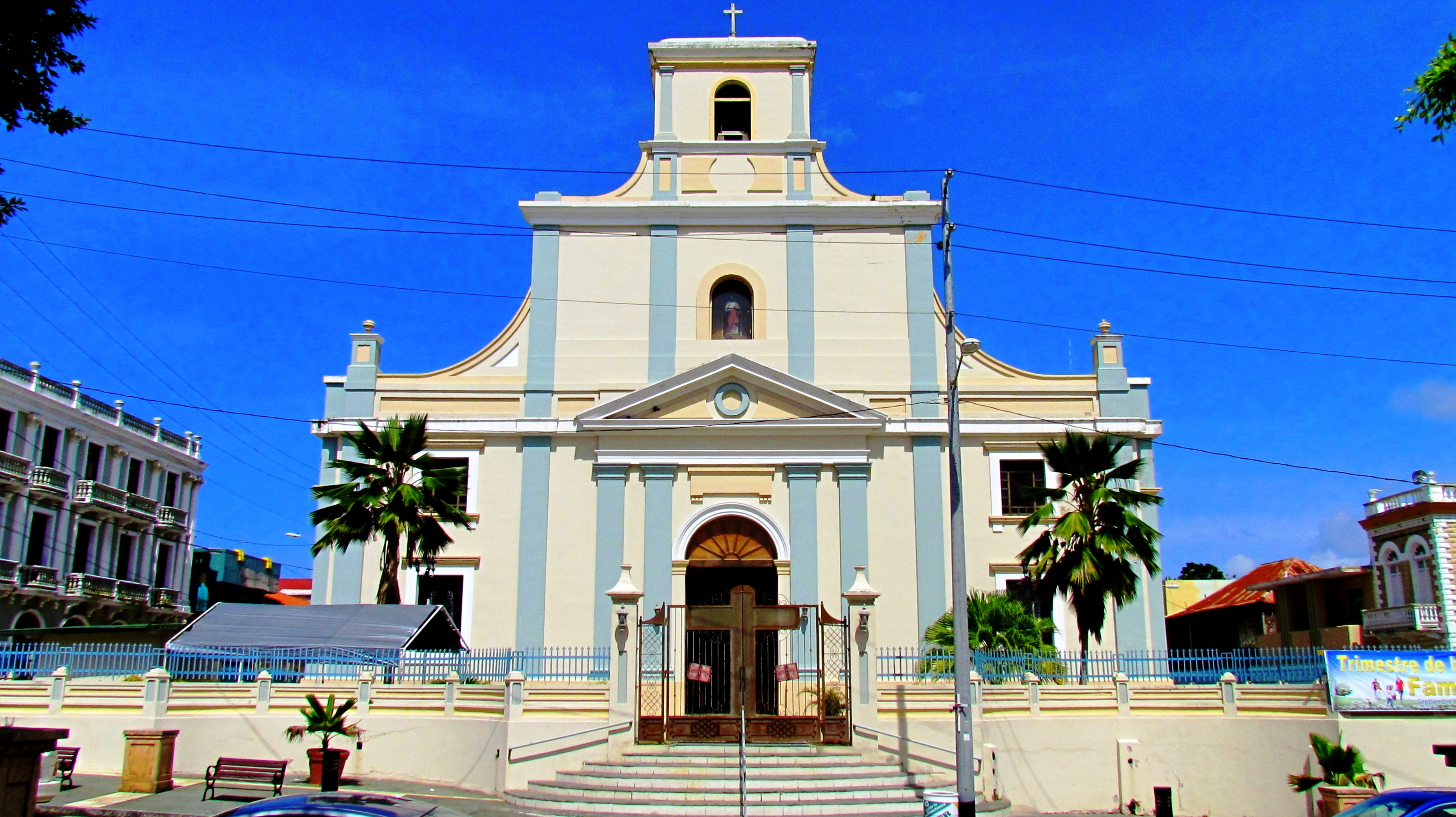
Catedral de San Felipe Apóstol